# Lovranska Draga
Lovranska Draga – wieś w Chorwacji, w żupanii primorsko-gorskiej, w gminie Lovran. W 2011 roku liczyła 50 mieszkańców.